# Albert Hendschel

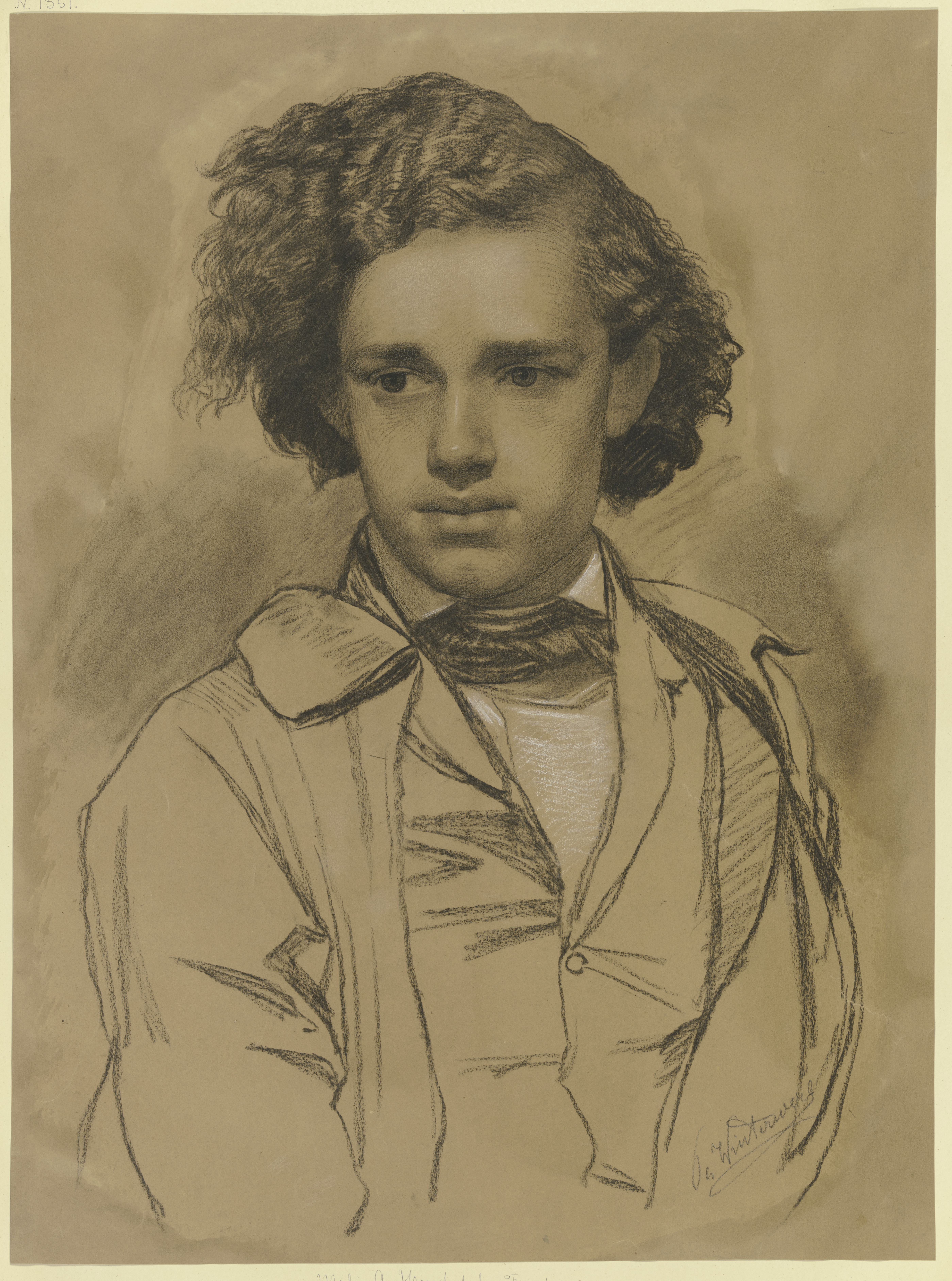
Bildnis des Malers Albert Hendschel, Kreidezeichnung von Philipp Winterwerb

Albert Louis Ulrich Hendschel (* 8. Juni 1834 in Frankfurt am Main; † 22. Oktober 1883 ebenda) war ein deutscher Maler, Zeichner und Radierer.

## Leben
Albert Hendschel war Sohn des aus Regensburg nach Frankfurt am Main gekommenen Fürstlich Thurn und Taxis’schen General-Postdirektions-Sekretärs, Kartografen, Kunstliebhabers und Hobbymalers Ulrich Friedrich Hendschel (1804–1862) und dessen Ehefrau Therese Julie Albertine, geborene Kaiser († 1863). Er war der zweite von insgesamt sechs Söhnen, von denen einer als Säugling starb. Auch hatte er eine Schwester. Emil Heinrich Ulrich (1835–1909), ein jüngerer Bruder von Albert, setzte nach dem Tod des Vaters das 1844 begonnene Werk Eisenbahn-Atlas von Deutschland, Belgien und dem Elsass bzw. Hendschel’s Telegraph, das erste deutsche Eisenbahnkursbuch, unter dem 1847 eingeführten Titel fort.
Hendschel wuchs in der Frankfurter Altstadt ganz in der Nähe des Doms auf, im Haus Garküchenplatz 8 (kriegszerstört), wo der Vater von dem Eigentümer, dem Tuchhändler und Senator David Hermann Domer (* 1815), eine Wohnung im zweiten Stock gemietet hatte. Er besuchte das städtische Gymnasium und daneben seit 1847 die Elementarklasse bei Jakob Becker am Städelschen Kunstinstitut, wo er ersten Zeichenunterricht erhielt. Ab 1851 besuchte er die weiteren Lehrgänge der Kunstschule am Städel in den Klassen im Zeichnen nach der Antike, der Natur und dem lebenden Modell bei Johann David Passavant, Eugen Eduard Schäffer, Edward Steinle und Johann Nepomuk Zwerger. Schließlich war er dort bis 1865 Meisterschüler bei Jakob Becker. Maler wurde auch Alberts jüngster Bruder, Ottmar Hendschel, der er 1876/1877 zum Kunststudium an die Kunstakademie Düsseldorf ging und sich als Genre- und Landschaftsmaler der Düsseldorfer Schule einen Namen machte.
Zu seinen Mitschülern gehörten Julius Hamel und Philipp Winterwerb, die Porträts von ihm malten. Hendschel wohnte zeit seines Lebens – abgesehen von Reisen, die ihn nach Dresden (1854), München (1857), Paris (1861), Italien (1869/1870, 1882) führten – in Frankfurt am Main und blieb ledig, angeblich – so die Familienüberlieferung – aufgrund der unerfüllten Liebe zu Marie Becker (1840–1912), der Tochter seines Lehrers Jakob Becker. Auf seiner Italienreise weilte Hendschel auch in Rom, wo er zusammen mit Hamel im Januar 1870 in den Deutschen Künstlerverein eingeführt wurde. 1857 trat er der Frankfurter Künstlergesellschaft bei, der er zeitweise auch im Vorstand diente.

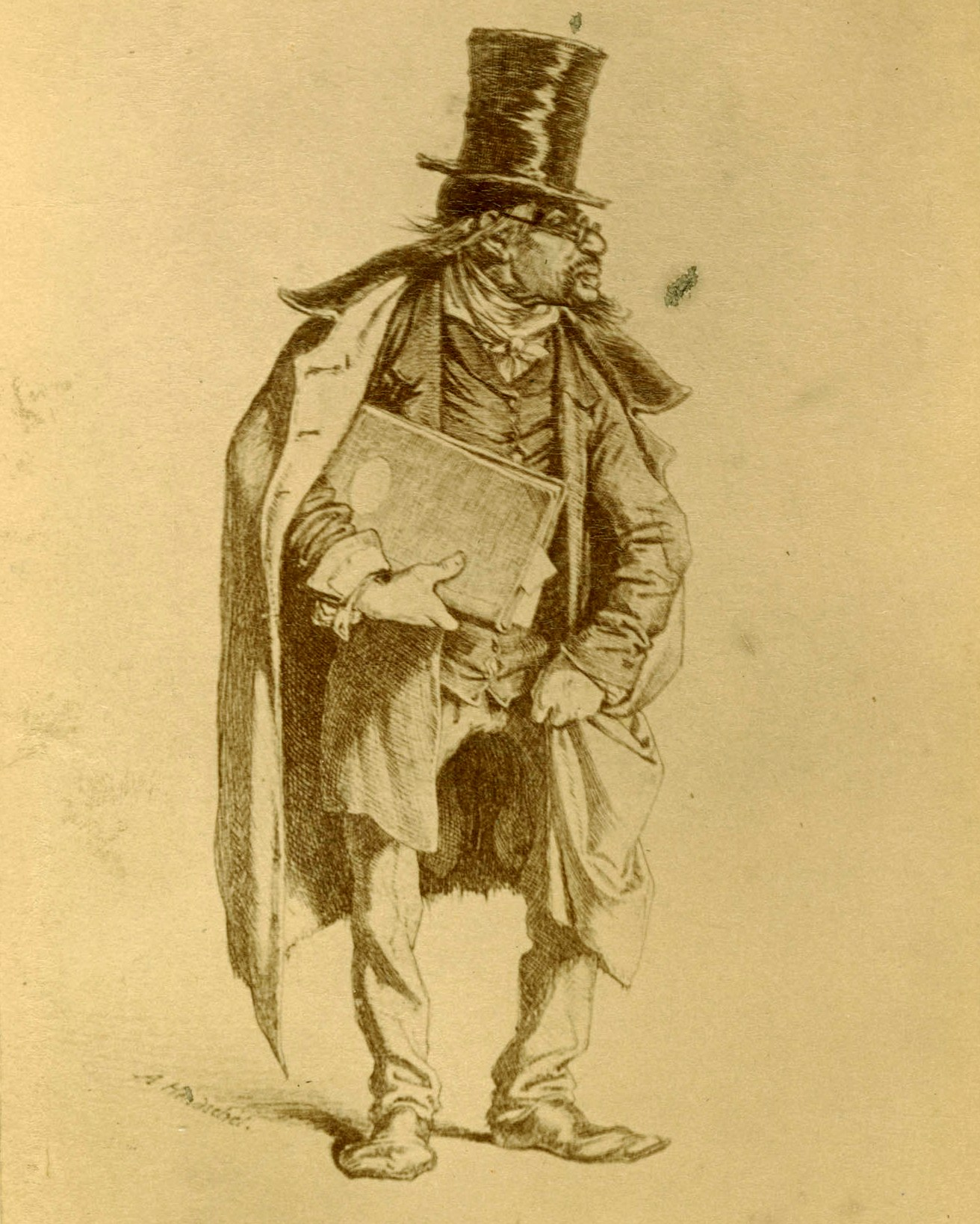
Rabbiner, Karikatur

In seinem künstlerischen Schaffen widmete sich er anfangs der Ölmalerei und schuf Motive aus Märchen, Legenden und Geschichte sowie aus volksliedhaften Balladen. In dieser Phase entstanden das Gemälde Das Urteil des Paris (1860) und eine Vorzeichnung dazu, die sich im Bestand des Historischen Museum Frankfurt befinden, ferner das Ölbild Das Atelier des Künstlers (im Bestand des Städel) und die Ölstudie Zwei Künstler bei der Arbeit (in Privatbesitz). Später verlegte er sich wieder auf das grafische Arbeiten, insbesondere das Zeichnen, das er von Jugend an gepflegt hatte. So lieferte er Illustrationen für Friedrich Stoltzes Satirezeitschrift Frankfurter Latern. Seine tagebuchartig geführten Skizzenbücher standen unter dem Motto „Nulla dies sine linea“ (Kein Tag ohne einen Strich). Bekannt wurde Hendschel ab 1871 durch die Herausgabe der Mappenwerke Aus A. Hendschel’s Skizzenbuch, die seine Zeichnungen in fotografischer Reproduktion, später dann in Lichtdruck weit verbreiteten. Die Skizzenbücher ebenso wie die späteren Sammlungen Ernst und Scherz (1879) und Lose Blätter (1882) enthalten Darstellungen aus dem Alltagsleben und der Kinderwelt, die – unterstützt durch die gleichzeitige Vermarktung auf Postkarten – äußerst populär wurden. Auch nach seinem Tod wurden seine Zeichnungen noch lange (bis 1940) vielfach nachgedruckt, unter anderem in Sammelwerken wie Allerlei aus A. Hendschel’s Skizzenmappen (1886), Kunterbunt [1917], Kinder und Käuze (1917) und Allerlei Scherz (1923). Auf der Frankfurter Kunst und Industrieausstellung 1864 erhielt er eine Medaille.